# Framestore
Framestore là một công ty hiệu ứng hình ảnh liên hiệp Anh có trụ sở đặt tại đường Chancery Lane ở Luân Đôn. Được thành lập vào năm 1986, công ty đã mua lại (và sáp nhập) Computer Film Company vào năm 1997. Framestore hoạt động trên nhiều lĩnh vực khác như phim điện ảnh, quảng cáo, video âm nhạc, phim hoạt hình và kỹ thuật số.

## Lịch sử
Framestore được thành lập vào năm 1986 bởi Sharon Reed, William Sargent, Jonathan Hills, Mike McGee và Alison Turner. Tim Webber gia nhập Framestore vào năm 1988 cũng như lãnh đạo công ty để đẩy mạnh vào lĩnh vực điện ảnh và truyền hình kỹ thuật số, phát triển hệ thống máy quay ảo. Năm 1992, Mike Milne bắt đầu bộ phận CGI vào công ty. Công việc của Framestore bao gồm các hiệu ứng hình ảnh đã giành nhiều giải thưởng cho quảng cáo, video âm nhạc, đồ họa và phim truyền hình. Năm 1994, công ty thành lập thêm bộ phận hiệu ứng hình ảnh.

## Phim

### Gần đây
- Wonder Woman 1984: Nữ thần chiến binh (2020)
- Fast & Furious: Hobbs & Shaw (2019)
- Pokémon: Thám tử Pikachu (2019)
- Avengers: Hồi kết (2019)
- Dumbo: Chú voi biết bay (2019)
- Người Nhện: Xa Nhà (2019)
- Alita: Thiên Thần Chiến Binh (2019)
- Mary Poppins Returns (2018)
- Mowgli: Huyền thoại rừng xanh (2018)
- Christopher Robin (2018)
- Avengers: Cuộc chiến vô cực (2018)
- Paddington 2 (2017)
- Thor: Tận thế Ragnarok (2017)
- Siêu bão (2017)
- Tội phạm nhân bản 2049 (2017)
- Kingsman: The Golden Circle (2017)
- Quái vật không gian (2017)
- Guardians of the Galaxy Vol. 2 (2017)
- Người đẹp và quái vật (2017)
- Sinh vật huyền bí và nơi tìm ra chúng (2016)
- Doctor Strange: Phù thủy tối thượng (2016)
- Pan (2015)
- Người về từ Sao Hỏa (2015)
- Everest (2015)
- Avengers: Age Of Ultron (2015)
- Paddington (2014)
- Dracula Untold (2014)
- Vệ binh giải Ngân Hà (2014)
- Cuộc chiến luân hồi (2014)
- Cuộc chiến không trọng lực (2013)
- Wrath of the Titans (2012)
- Sherlock Holmes: A Game of Shadows (2011)
- Chiến mã (2011)
- Cuộc chiến giữa các vị thần (2010)
- Harry Brown (2009)
- Harry Potter và Bảo bối Tử thần – Phần 1 (2010) và Harry Potter và Bảo bối Tử thần – Phần 2 (2011)
- Nanny McPhee and the Big Bang (2010)
- Hoàng tử Ba Tư: Dòng cát thời gian (2010)
- Nữ điệp viên (2010)
- Sherlock Holmes (2009)
- Your Highness (2011)
- The Chronicles of Narnia: The Voyage of the Dawn Treader (2010)
- Coca-Cola Siege quảng cáo (Super Bowl XLV)[1]
- We Steal Secrets: The Story of WikiLeaks (2013)

### Trước đây
- The Affair of the Necklace (2001)
- Australia (2008)
- Avatar (2009)
- The Beach (2000)
- Blade II (2002)
- The Bone Collector (1999)
- Bright Young Things (2003)
- Casino Royale (2006)
- Cast Away (2000)
- Charlie và nhà máy sôcôla (2005)
- Chased by Dinosaurs (2002)
- Cheri (2009)
- Chicken Run (2000)
- Children of Men (2006)
- The Chronicles of Narnia: Prince Caspian (2008)
- A Close Shave (1995)
- Cold Lazarus (1996)
- Núi lạnh (2003)
- The Constant Gardener (2005)
- The Dark Knight (2008)
- Die Another Day (2002)
- Dinotopia (2002)
- Doctor Who (tính hết năm của loạt phim)
- Doom (2005)
- The End of the Affair (1999)
- Enduring Love (2004)
- Enemy at the Gates (2001)
- Eyes Wide Shut (1999)
- The 51st State (2001)
- G.I. Joe: The Rise of Cobra (2009)
- Goal! (2006)
- The Golden Compass (2007)
- The Good Thief (2002) & Dirty Pretty Things (2002)
- Harry Potter và Phòng chứa Bí mật (2002)
- Harry Potter và Hội Phượng Hoàng (2007)
- Harry Potter và tên tù nhân ngục Azkaban (2004)
- Harry Potter và Chiếc cốc lửa (2005)
- The Jacket (2005)
- Layer Cake (2004)
- Love Actually (2003)
- Mamma Mia! (2008)
- Mission: Impossible 2 (2000)
- The Mummy Returns (2001)
- Nanny McPhee (2004)
- noitulovE (2005)
- Notting Hill (1999)
- Primeval (2007-)
- Prehistoric Park (2006)
- The Proposition (2005)
- Quantum of Solace (2008)
- The Queen (2006)
- Resident Evil (1996)
- Sahara: Con tàu tử thần (2005)
- Sea (2007)
- Sexy Beast (2000)
- Skyfall (2012)
- Sleepy Hollow (1999)
- Superman Returns (2006)
- The Ballad of Big Al (2001)
- Hiệp sĩ chuột (2008) - dưới cái tên Framestore Feature Animation
- Thunderbirds (2004)
- Người hùng thành Troy (2004)
- Underdog (2007)
- Underworld (2003)
- V for Vendetta (2005)
- Walking with Beasts (2001)
- Walking with Cavemen (2003)
- Walking with Dinosaurs (1999)
- Walking with Monsters (2005)
- Truy sát (2008)
- What Lies Beneath (2000)
- Where the Wild Things Are (2009)
- X-Men: The Last Stand (2006)

## Giải thưởng
CFC (Computer Film Company - tên sáp nhập) đã được trao hai giải Oscar khoa học kỹ thuật và 14 giải Emmys Primetime. Năm 2008, Framestore đã giành giải Oscar đầu tiên cho Hiệu ứng hình ảnh xuất sắc nhất và giải BAFTA cho bộ phim The Golden Compass. Công ty cũng được đề cử Oscar năm 2007 (cho Superman Returns), năm 2009 (cho The Dark Night) và một lần nữa vào năm 2010 (cho Harry Potter và Bảo bối tử thần - Phần 1).
Tim Webber là người giám sát VFX trên bộ phim Gravity (2013), Webber và nhóm Framestore đã mất ba năm để thực hiện công đoạn kỹ xảo. Nhóm đã giành được giải hiệu ứng hình ảnh của Giải BAFTA cho Kỹ xảo đặc biệt xuất sắc nhất tại BAFTA lần thứ 67 và Hiệu ứng hình ảnh xuất sắc nhất tại giải Oscar lần thứ 86.
Trong quảng cáo, nhóm cũng đã giành được các giải thưởng lớn từ Cannes Lions, Giải thưởng Quảng cáo Truyền hình Anh, Clios, D&AD và các giải thưởng khác.
Đội ngũ R&D của công ty đã thành lập để tạo ra công nghệ Filmlight, vào năm 2010 đội ngũ đã nhận được bốn giải thưởng của Viện hàn lâm khoa học.